# バンディッツ (1997年の映画)
『バンディッツ』（Bandits）は、1997年のドイツ映画。

## 概要
女囚4人からなるバンドの逃亡劇。1997年にドイツで公開され、若者の圧倒的支持を受け、100万人の動員を達成した。サントラ盤も一般チャートで4週連続1位をキープした。第10回ゆうばり国際冒険・ファンタスティック映画祭でグランプリを受賞（ヤング･ファンタスティック・グランプリ部門）

## ストーリー
刑務所内で知り合い、バンディッツというバンドを組むことになった女囚のエマ、ルナ、エンジェル、マリーは、警察のパーティーで演奏する事になったが、直前に脱走のチャンスを掴み、そのまま逃亡する。
ドイツ内を転々とする最中、偶然カーラジオから聞こえてきたのは、刑務所内からレコード会社に送った自分たちの楽曲だった。マスコミの取材、レコード会社へ逃走資金の要求、酒場での演奏と派手な行跡の結果、シュワルツ捜査官に追い詰められるものの、酒場に居合わせたウェストを人質を取り、再び逃走する。国外逃亡まで地下に潜ることにした4人だったが、売り出されたアルバムの人気はとどまるところを知らず、彼女たちの免罪を嘆願する声まで上がり始める。出航まで残り3日を切り、順調に進んでるように思えた逃亡生活は、目前に迫った警察により急転していく。

## キャスト
| 役名           | 俳優                         | 日本語吹替 |
| -------------- | ---------------------------- | ---------- |
| エマ           | カーチャ・リーマン（de）     | 棚田恵美子 |
| ルナ           | ヤスミン・タバタバイ（de）   | 幸田夏穂   |
| エンジェル     | ニコレッテ・クレビッツ(de)   | 加藤優子   |
| マリー         | ユッタ・ホフマン(de)         | 水原リン   |
| シュワルツ     | ハンネス・イェニケ(de)       | 田中正彦   |
| ウェスト       | ヴェルナー・シュライヤー(de) | 川島得愛   |
| ルートヴィッヒ | アンドレア・サバスキ(de)     | 岡本章子   |

## 音楽
劇中に流れる楽曲はバンディッツの作品が使用されており、サウンドトラックに収録されている。
- 日本盤は2002年5月2日、ユニバーサル インターナショナルより発売。

1. Puppet
2. If I Were God
3. It's Alright
4. Crystal Cowboy
5. Catch Me (Short)
6. Another Sad Song
7. Blinded
8. Like It
9. All Along The Watchtower
10. Shadows
11. Time Is Now
12. Photograph
13. Ain't Nobody's Buziness If I Do
14. Wenn Ich Ein Voglein War
15. Puppet (Luna & Angel)
16. Catch Me (Movie)
17. Puppet Chase